# Dubravko Ivančan
Dubravko Ivančan (Krapina, 6. ožujka 1931. – Zagreb, 29. siječnja 1982.) – hrvatski pisac, književni kritičar i književni prevoditelj

## Životopis
Većinu života proveo je u Krapini i Zagrebu, a u Molvama – odakle mu je otac – povremeno je boravio kraće ili duže vrijeme. Završio je studij filozofije u Zagrebu 1954. godine te se stručno usavršavao na poslijediplomskom studiju u Berlinu i Parizu. Cijelo vrijeme boravka u inozemstvu bio je pod nadzorom tadašnjih komunističkih vlasti.
Jedno vrijeme radio je kao knjižničar.

## Književni rad
Dječje radove (male proze, pjesme) objavljivao je još kao pučkoškolac u Smilju 1939., a u "ozbiljnoj" se književnosti javio u prvom broju znamenitog časopisa Krugovi (1952.) te se družio s krugovašima, iako im stilski nije pripadao. Pisao je uglavnom pjesme, ali i eseje, osvrte i kritike. Bavio se je i prevođenjem s njemačkog (Rainer Maria Rilke, Friedrich Hölderlin) i japanskog, (haiku poezija - Matsuo Basho).
Njegovo pjesništvo obilježava rafiniran izraz, bogatstvo oblika, lapidarnost, jezgrovitost, neposrednost i iskrenost. Gotovo polovicu njegova opusa čini haiku poezija zbog čega ga držimo za njenog začetnika i najznačajnijeg predstavnika u Hrvatskoj.
Objavio je dvije knjige za djecu (Jaje harambaša i Bijeli brod). Zbirke Život na selu i Baka izravno su vezane za Molve – i mjestom nastanka, i tematikom – a molvanski i podravski motivi pojavljuju se i u drugim knjigama. 
Važnije zbirke: Slobodna noć 1957., Leptirova krila 1964., Svjetlucanja 1966., Pjesme na putu 1968., Uvijek iznova raste pjenušavo stablo vodoskoka 1968., Bijeli brod 1971., Amor 1971., More 1973., Baka 1975., Djetinjstvo uz Krapinčicu 1976., Život na selu 1977., Velegrad: (Pariške skice): haiku 1977. i Zeleno nebo 1981., Božić 2001.
Pučko otvoreno učilište Krapina svake godine od 1999. priređuje u Krapini manifestaciju koja nosi njegovo ime – Haiku dan "Dubravko Ivančan". 
Veliku popularnost doživjela je njegova pjesma Podravina ravna, koja je uglazbljena te je pratila legendarnu dramsku seriju Gruntovčani. 

Ravna Podravina

Poleg vode Drave, ravna Podravina, 
zemla vodom plavna, nama domovina.

Nju otava bujna i detela krasi, 
lasi od kuruze i šenice vlati.

Podravina ravna, z krovimi črleni
i zlatnemi klasi, najdraža si meni.

(Podravina ravna, z krovimi črleni
hiž od divljih plasti, najdraža si meni.)

## Vanjske povzenice
- Dubravko Ivančan, Hrvatski biografski leksikon